# Бродвейская башня
Бродвейская башня (англ. Broadway Tower) — достопримечательное здание, архитектурный каприз на Бродвейском холме (англ. Broadway Hill), недалеко от города Бродвей (Бродуэй), в английском графстве Вустершир. Основание башни расположено на высоте 312 метров над уровнем моря. Высота самой башни — 17 метров (55 футов). Утверждается, что в ясную погоду с вершины башни можно видеть территорию 13 графств.
Башня построена в 1797 году по проекту архитектора Джеймса Уайета. В разные годы она использовалась под печатню знаменитым британским антикваром и коллекционером Томасом Филлипсом (1792—1872), служила местом отдыха художнику Уильяму Моррису и местом работы археологу Артуру Эвансу.